# Clinton (Carolina do Norte)
Clinton é uma cidade localizada no estado norte-americano de Carolina do Norte, no Condado de Sampson.

## Demografia
Segundo o censo norte-americano de 2000, a sua população era de 8 600 habitantes.
Em 2006, foi estimada uma população de 8 797, um aumento de 197 (2.3%).

## Geografia
De acordo com o United States Census Bureau tem uma área de 18,4 km², dos quais 18,3 km² cobertos por terra e 0,1 km² cobertos por água.

## Localidades na vizinhança
O diagrama seguinte representa as localidades num raio de 20 km ao redor de Clinton.